# Poarta Otomană

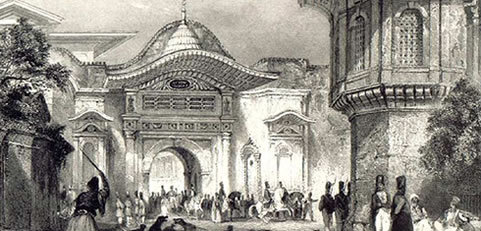
Bab-ı Ali în vremurile Imperiului Otoman.

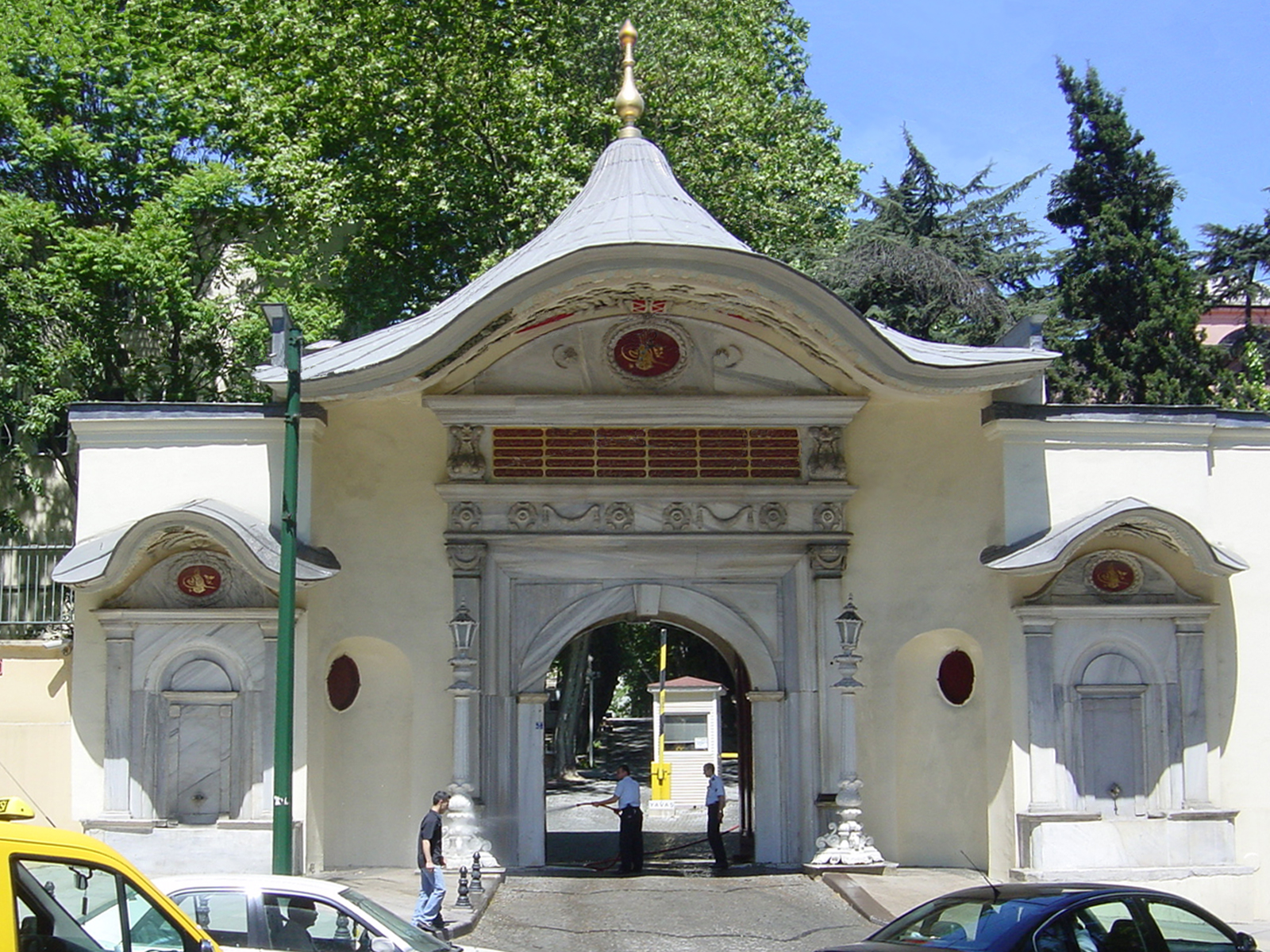
Sublima Poartă, în 2006

Poarta Otomană,  Sublima Poartă sau Înalta Poartă sunt termeni similari care descriu ceea ce în  limba turcă otomană era denumită Bab-ı Ali, poarta de onoare monumentală a Marelui Vizirat din Constantinopol, sediul guvernului sultanului Imperiului Otoman. Termenul este folosit pentru desemnarea guvernului Imperiului Otoman, în special în context diplomatic.
Sublima Poartă era numele Curții deschise a sultanului, condusă de Marele Vizir. A împrumutat numele porții sediului Marelui Vizir din Palatul Topkapî, locul în care sultanul ținea ceremonia întâmpinării ambasadorilor. Acesta este un obicei oriental vechi, și anume de a transforma porțile orașelor și ale regilor în locuri de adunare. Sublime Porte este denumirea franțuzească a Bab-ı Ali, fiind o traducere cuvânt cu cuvânt a termenului turcesc. Franceza a fost limba diplomației europene pentru multă vreme, numele sub care este cunoscută Poarta în diferite limbi fiind traduceri din limba franceză. 
În timp, prin termenul „Poarta” a ajuns să se înțeleagă „Ministerul de Externe”, iar, în zilele noastre, funcția de guvernator (Vali) al Provinciei Istanbul. 
Acest nume a fost interpretat și ca o referire la poziția geografică de punct de trecere între  Europa și Asia.